# ヨイミヤミノヒラムシ
ヨイミヤミノヒラムシ（学：Thysanozoon nigropapillosum 〈ティサノゾーン・ニグロパピロスム〉）は、ミノヒラムシ属の一種。

## 解説
主にインド太平洋のサンゴ礁などでみられる種である。縦長の楕円形で、76㎜まで成長する。全体は黒色で、複数の黄色い突起が出ている。腹面は暗褐色をしており、縁は白い。